# Даніель Она Ондо
Даніель Она Ондо (фр. Daniel Ona Ondo; нар. 1945) — габонський політичний діяч, прем'єр-міністр країни (2014—2016).